# Avenida Comandante Brás de Aguiar
A Avenida Comandante Brás de Aguiar esta localizada no bairro Nazaré, região nobre da cidade de Belém, capital do estado brasileiro do Pará. É uma tradicional e antiga avenida da cidade.
A via é um importante centro comercial, estando ali, várias lojas e redes de âmbito nacional e nos últimos anos recebeu várias reformas que a modernizaram.
Sua denominação é uma homenagem ao comandante Brás de Aguiar, importante personalidade da região norte do Brasil. Antes de ser batizado com este nome, a avenida possuía a denominação de Estrada de São Bráz.